# Дамян (дем Пела)
Вижте пояснителната страница за други значения на Дамян.
Да̀мян (на гръцки: Δαμιανό, Дамяно, катаревуса: Δαμιανόν, Дамянон до 1926 година Δάμιανη, Дамяни), на турски Сулуклу или Сулукли, е село в Егейска Македония, дем Пела на област Централна Македония.

## География
Селото е разположено κδ 150 m надморска височани в северозападния край на Солунското поле на 5 km североизточно от Енидже Вардар (Яница) по пътя за Гумендже (Гумениса).

## История

### В Османската империя
В XIX век Дамян е малко чисто българско село в Ениджевардарска каза на Османската империя. В 1848 година руският славист Виктор Григорович описва в „Очерк путешествия по Европейской Турции“ Дамія и го описва като българско село.
В 1889 година Стефан Веркович (Топографическо-этнографическій очеркъ Македоніи) пише за Дамян:
| „ | На четвърт час разстояние на север от Алари и на изток от града в гориста местност е разположено село Дамяни. Жителите му са българи християни и се занимават със земеделие и винопроизводство. | “ |

В началото на 1870-те години жителите на Дамян са сред много малкото села в Ениджевардарска каза, които признават Българската екзархия и се обръщат към нея с молба да им издейства ферман за построяване на църква.
На австро-унгарската военна карта селото е отбелязано като Сюлюклю (Sülüklü), на картата на Йоргос Кондоянис е отбелязано като Дамяни (Δάμιανη), християнско село. Според Николаос Схинас („Οδοιπορικαί σημειώσεις Μακεδονίας, Ηπείρου, Νέας οροθετικής γραμμής και Θεσσαλίας“) в средата на 80-те години на XIX век Дамяни (Δαμνιανή) е село с 8 християнски семейства.
Към 1900 година според статистиката на Васил Кънчов („Македония. Етнография и статистика“) Дамян (Сулукли) брои 90 жители, всички българи християни.
Цялото село е под върховенството на Българската екзархия. По данни на секретаря на екзархията Димитър Мишев („La Macédoine et sa Population Chrétienne“) в 1905 година в Дамян (Damian) има 112 българи екзархисти.
Кукушкият околийски училищен инспектор Никола Хърлев пише през 1909 година:
| „ | Дамян, 14 /III, 3/4 ч. от Пилурик. Всичко 16 български екзархийски къщи, половината чифлик. Поминъкът е земеделие, лозарство и бубарство. Черквата „Св. Димитър“ е затворена; тя има 8 погона земя. Училището е отворено преди две години. Лани то е съществувало прикрито, в частна къща, а сега се учи в селското здание. Последното е двуетажно, една само стая 4Х4Х3 m големина с дюшеме, таван, осветлявана с два прозореца без стъкла. | “ |

В 1910 година Халкиопулос пише, че в селото (Δαμιανή) има 130 екзархисти.

### В Гърция
През Балканската война селото е окупирано от гръцки части и остава в Гърция след Междусъюзническата война. В 1912 година е регистрирано като селище с християнска и мюсюлманска религия и „македонски“ език. Преброяването в 1913 година показва Дамяни или Сулукли (Δάμνιανη ή Σουλουκλή) като село с 60 мъже и 55 жени.
Боривое Милоевич пише в 1921 година („Южна Македония“), че Дамян (Дамјан) има 12 къщи славяни християни.
В 1924 година цялото българско население на селото - 115 души, е изселено в България и на негово място са настанени гърци бежанци от Понт и Мала Азия. Ликвидирани са 37 имота на жители, преселили се в България. В 1924 година мюсюлманските му жители са изселени в Турция. В 1926 година селото е прекръстено на Дамяно. В 1928 година селото е представено като чисто бежанско със 100 бежански семейства и 373 души бежанци.
Тъй като селото е полупланинско произвежда малко пшеница, тютюн и грозде и частично е развито скотовъдсктвото.
| Година    | 1913 | 1920 | 1928 | 1940 | 1951 | 1961 | 1971 | 1981 | 1991 | 2001 | 2011 | 2021 |
| --------- | ---- | ---- | ---- | ---- | ---- | ---- | ---- | ---- | ---- | ---- | ---- | ---- |
| Население | 115  | 114  | 320  | 642  | 526  | 563  | 463  | 470  | 409  | 381  | 396  | 301  |

## Личности
Родени в Дамян
- Георги Иванов Пешев – Гончо (1885 – 1973), четник при Христо Зинов и Иван Бърльо, починал в Свети Влас[15]
- Георги Костадинов Гинев (Гошо Дамянски), ръководител на местния комитет на ВМОРО[16]
- Димитър Айгъров (1866 – 1947), български революционер от ВМОРО